# Стоколос гіллястий
Стоколос гіллястий, стоколос розгалужений, стоколос шерсткий, стоколоса шерстка (Bromus ramosus) — вид рослин із родини злакових (Poaceae).

## Біоморфологічна характеристика
Ця багаторічна трав'яниста рослина. Стебла нещільно згруповані, прямовисні, 40–190 см заввишки. Листкова піхва волосата. Язичок листка 3–6 мм завдовжки, рваний. Листові пластинки звисають, 20–60 см × 6–16 мм, темно-зелені, поверхня шершувата, гола чи запушена. Суцвіття — відкрита, довгаста, поникла, завдовжки 15–50 см. Колосочки поодинокі, висячі. Колосочки на квітконіжках, зелені чи рідко пурпуруваті, 4–12-квіткові, довгасті, стиснуті збоку, 20–45 мм завдовжки, розпадаються у зрілості, розчленовуючись під кожною родючою квіточкою. Колоскові луски стійкі, несхожі; нижня — лінійна, завдовжки 6–9 мм, 0.6–0.7 довжини верхньої луски, 1-кілева, 1-жилкова, верхівка загострена; верхня — ланцетна, завдовжки 9–12 мм, 0.7–0.9 довжина суміжної родючої леми, 1-кілева, 3–5-жилкова, верхівка гостра. Родюча лема довгаста, 10–15 мм завдовжки, без кіля чи слабокілева; 7-жилкова, поверхня волосата, вершина ціла, 1-остюкова. Палея 0.8 довжини леми. Зернівка лінійна, волосиста на верхівці; верхівка м'ясиста. 2n = 42.

## Середовище проживання
Вид зростає від Британських островів на південний схід до Індійського субконтиненту й південий захід Китаю; натуралізований у США.
Зростає в лісистих місцевостях, узбіччях доріг і трав'янистих місцях; сягає висот до 3500 метрів в Гімалаях.
В Україні вид росте у грабових та дубово-букових лісах — у Карпатах дуже рідко.

## Використання
Квіти цього виду використовуються в нетрадиційній медицині, в терапії під назвою квіткова терапія Баха. Цей метод використовує квіткові есенції (екстракти) для лікування психологічних проблем і стресу.